# Währungskongruenz
Währungskongruenz liegt vor, wenn die Einnahmen eines geschlossenen Fonds oder Vermögenswerte zur Deckung eines Versicherungsvertrages in derselben Währung wie die Ausschüttungen oder Leistungen sind. Damit wird das Risiko sich verändernder Währungskurse vermieden, innerhalb der Kapitalanlage besteht kein Währungsrisiko. Im Falle von Versicherungen ist dies durch eine Kapitalanlagevorschrift der BaFin festgelegt.